# Mokrzyniec

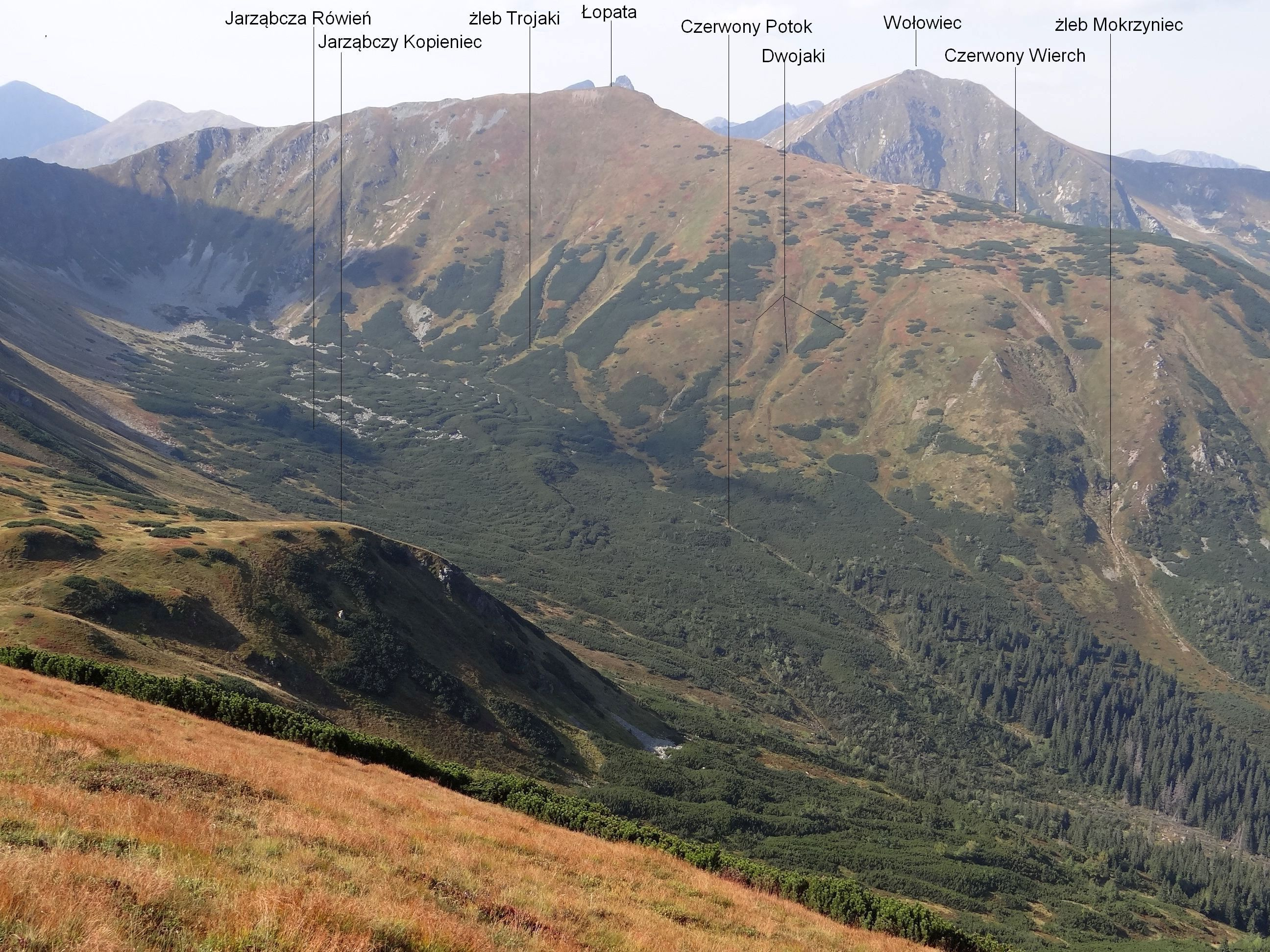
Widok z Trzydniowiańskiego Wierchu

Mokrzyniec – żleb w Dolinie Jarząbczej w Tatrach Zachodnich. Opada z północno-wschodnich stoków Czerwonego Wierchu do dna Doliny Jarząbczej, naprzeciwko wylotu Szerokiego Żlebu. Jest to płytki żleb o trawiastym korycie. Jego okolice również są trawiaste, stopniowo zarastające kosodrzewiną i lasem. Dawniej były to tereny wypasowe Hali Jarząbczej, nazwa żlebu jest ludowego pochodzenia.